# Абрамов, Павел Сергеевич
Павел Сергеевич Абрамов (род. 23 апреля 1979, Москва) — российский волейболист, заслуженный мастер спорта, доигровщик, игрок сборной России в 2001—2007 и 2010 годах.

## Биография
Родился 23 апреля 1979 года в Москве.
Выпускник Центра образования «Олимп». Первый тренер — Пётр Васильевич Шевяков. Выпускник географического факультета МГУ 2002 года (кафедра физической географии мира).
Игровую карьеру начал в 1996 году в команде МГФСО, выступавшей во второй лиге чемпионата России. Первый большой успех к Павлу Абрамову пришёл на молодёжном чемпионате мира 1999 года, где он превзошёл всех соперников в атаке и на подаче, стал вторым на приёме и завоевал вместе с золотой медалью приз самому ценному игроку турнира. В том же 1999 году Павел начал выступления за одинцовскую «Искру»-РВСН.
В 2001 году дебютировал в национальной сборной России и в московском «Динамо», а в 2003-м переехал в Японию и провёл два сезона в команде V-лиги «Торэй Эрроуз» (Мисима), после чего вновь вернулся в «Искру».
За сборную России Павел Абрамов непрерывно выступал вплоть до 2007 года, выиграл бронзовую медаль Олимпийских игр в Афинах, был финалистом чемпионата мира 2002 года, четыре раза завоёвывал медали европейских первенств. На турнире Мировой лиги-2002, завершившемся победой сборной России, Абрамов стал лауреатом сразу двух индивидуальных призов — лучшему в атаке и на приёме. За сборную России также выступал на турнире Мировой лиги 2010 года, всего за карьеру в её составе провёл 150 матчей, набрал 1265 очков.
Летом 2009 года, после четырёх сезонов в «Искре», Павел Абрамов подписал контракт с польским клубом «Ястшембский Венгель», став первым в XXI веке игроком уровня сборной, покинувшим российский чемпионат. Сезон, проведённый в Польше, оказался для Павла удачным: он был признан самым ценным игроком Кубка страны, а в чемпионате его клуб уступил только безусловному лидеру польского волейбола последних лет — белхатувской «Скре». В 2010 году вернулся в «Искру», выполнял функции капитана подмосковной команды. В сезоне-2012/13 выступал за уфимский «Урал», затем в течение одного года защищал цвета нижегородской «Губернии».
В 2011 году основал сельскохозяйственное предприятие «Чёрный хлеб» в Алексинском районе Тульской области.

## Достижения

### Со сборной России
- Бронзовый призёр XXVIII Олимпийских игр в Афинах (2004).
- Серебряный призёр чемпионата мира (2002).
- Серебряный призёр чемпионатов Европы (2005, 2007), бронзовый призёр чемпионатов Европы (2001, 2003).
- Серебряный призёр Кубка мира (2007).
- Победитель Мировой лиги (2002), серебряный призёр (2007) и бронзовый (2001, 2006) призёр Мировой лиги.
- Победитель Евролиги (2005), серебряный призёр Евролиги (2004).

### С клубами
- Серебряный призёр чемпионатов России (2007/08, 2008/09, 2012/13), бронзовый призёр чемпионатов России (2000/01, 2001/02, 2005/06, 2006/07, 2011/12).
- Финалист Кубка России (2008).
- Финалист Кубка CEV (2005/06, 2013/14), Кубка вызова (2012/13).
- Бронзовый призёр Лиги чемпионов (2008/09), Кубка CEV (2002/03), Кубка Top Teams (2006/07).
- Чемпион Японии (2005), обладатель Кубка Японии (2005).
- Серебряный призёр чемпионата Польши (2009/10), обладатель Кубка Польши (2009).

### Другие
- Чемпион мира среди молодёжных команд (1999).
- Чемпион Европы среди молодёжных команд (1998).
- Бронзовый призёр чемпионата России по пляжному волейболу (2000).

### Личные
- MVP, лучший нападающий и подающий молодёжного чемпионата мира (1999).
- Лучший нападающий и принимающий Мировой лиги (2002).
- MVP Евролиги (2005).
- Лучший принимающий чемпионата Европы (2005).
- Лучший принимающий «Финала четырёх» Кубка CEV (2005/06).
- Участник Матчей звёзд России (2005, 2012).
- MVP чемпионата и Кубка Японии (2005).
- MVP Кубка Польши (2009).